# 愚か者のブルース
愚か者のブルース（おろかもののぶるーす）は、2022年11月18日から池袋シネマ・ロサほか全国にて上映開始された日本映画。広島先行公開は2022年7月29日公開。PG12指定。
横山雄二の『浮気なストリッパー』以来となる監督作品二作目。

## 概要
本作は、広島先行公開され、2022年7月29日から横川シネマ、同年8月26日から福山駅前シネマモード、同年9月9日から呉ポポロシアターで上映。同年11月18日から全国順次公開。
2019年の夏に広島先行上映で大ヒットを飛ばした加藤雅也主演、横山雄二企画プロデュース作品『彼女は夢で踊る』（時川英之監督）は、2020年4月、東京の新宿武蔵野館を皮切りに全国公開され、スマッシュヒットを記録した。地方発信映画が全国への快進撃し、映画人を驚かせた。
その先行上映初日、加藤雅也の口から「次は横山雄二監督でもう一本やりましょう」との提案。ロケ地は再び広島。そして「俺はヒモ。横山さんはストリップ劇場の館長、これ面白そうじゃない？」そのアイデアをもとに、加藤×横山の東京⇔広島の電話会議が数十回に渡って行われた。そして出来上がったオリジナル作品が昭和テイストたっぷりの本作である。
『広島第一劇場三部作』として、横山雄二が手掛けた広島発のストリップ劇場作品1作目が2015年に公開された『浮気なストリッパー』、2作目は前出のヒット作『彼女は夢で踊る』、そして本作が最終章を飾ることになる。
本作の舞台は前作に引き続き、広島市に実在したストリップ劇場「広島第一劇場」を舞台としている。

2022年9月21日、なら国際映画祭2022にて特別招待作品として上映された。
2023年2月、ロンドン国際映画祭（イギリス）「佳作」選出。
2023年2月、ニース国際映画祭（フランス）最優秀長編外国語映画賞•脚本賞•編集賞、三部門ノミネートされた。

## あらすじ
30年前、伝説の映画を監督したが、今や過去の人となっている男・大根（加藤雅也）。大根は、ピンサロ嬢として働くタマコ（熊切あさ美）のヒモとなり空虚な生活を送っている。
そんなある日、タマコの昔の男が「俺から離れられると思うなよ」と現れる。大根とタマコは大学時代の後輩が館長を務める広島のストリップ劇場に逃げ込む。そんな二人を温かく迎え入れる館長（横山雄二）。大根とタマコはストリップ劇場の楽屋に住み込むことになる。二人の人柄に惹かれ、歓楽街に住まう仲間たちも歓迎ムード。温かく満ち足りた時間が続く。
しかし、大根がストリッパー（小原春香）に手を出したことから保たれていたそれぞれのバランスが崩れて行く。
「あんた、格好悪すぎるよ。いつまでも、俺たちの憧れでいてくれよ。なんで、そんな下らない男に成り下がったんだよ」大根を叱責する館長。映画を撮ることが出来ない大根の思い。ヒモを養うタマコにも人には言えない凄惨な過去があった。
そして、それぞれの未来は…。

## キャスト
- 大根：加藤雅也
- タマコ：熊切あさ美

ストリップ劇場
- 那須：横山雄二
- グロリア：佐々木心音
- つみれ：小原春香

街の人々
- ママ：矢沢ようこ
- マスター：藤江潤士
- キヌ：ノッチ（デンジャラス）
- 主：筒井真理子

その他
- タマコの旦那：さいねい龍二
- 小鉄：木原真之介
- ピンサロ店長：竹内一希（まんじゅう大帝国）
- ピンサロ従業員：中山ヨシロチ
- 借金取り：ryo-suke 、TOM（Freeface）
- 居酒屋女将：たいこ
- タマコの娘：大原夕歩
- 赤ちゃん：久保実加子
- 公園の主婦：中根夕希
- 公園の子供：島達昭
- 芸能記者（声）：石橋真、伊東平、渕上沙紀
- アメリカ兵：Joseph Williams 、Benjamin Kitaura
- 義郎：仁科貴
- 借金取りの声：特別出演ー太田光（爆笑問題）
- タマコの母：特別出演ー未唯mie

ほか

## スタッフ
- 監督・脚本：横山雄二
- 企画プロデューサー：加藤雅也　横山雄二
- プロデューサー：福島正彦　原田幸雄　古江治郎
- 撮影：根岸憲一（J.S.C.）
- 照明：尾下栄治
- 録音：吉方淳三
- 美術：木元哲治
- 編集：穂垣順之助（J.S.E.）
- 音楽監督：YASS
- ラインプロデューサー：真野正則
- アシスタントプロデューサー：新佛誠康
- 助監督：藤川隆久
- 製作進行：三輪響
- 演出補：迫田公介
- 監督助手：和田裕也　宮崎義則
- 撮影助手：高瀬大輔　岡田拓也　横田次郎
- ドローン撮影：石田伸二
- 照明助手：村地英樹
- 美術助手：竹嶋卓也　井上雄介　久保開作　HARA
- 特機：瀬利重成
- 衣装ヘアメイク：福島瑞栄（Team Mizue）
- スタイリスト：高倉絵緒里
- ヘアメイク：渋谷友美
- メイク応援：升永志帆　藤田瑠璃　坂本亜紀子　小田周子　河本里奈
- 衣装協力：梅田雅子　大下良重
- ダンス振り付け：矢沢ようこ
- メイキング：秦岡紀行
- スチール：山口正人
- カラーグレーディング：越智和寛
- MA：吉方淳三
- ケータリング：横山弘成
- ピアノ伴奏：平田恵子
- Blues Harp：相島一之
- Recording &mix：羽里潤一
- オフィシャル本製作：堀友良平
- 衣装制作：河崎達彦
- タイトル：新佛照琴　梶本恵子
- 主題歌：LORAN「愚か者のブルース」作詞・作曲 YASS　編曲 LORAN
- 挿入歌：PRML5「Everybody!! 」/我龍「春夢草」/藤江潤士「心躍る」/Mebius「カメレオンナ」/ryo-suke「Seeds of Light」
- 配給：アークエンタテインメント
- 製作協力：スタジオオレンジ
- 製作プロダクション：Yokonandes Film

## 備考
- 2022年7月29日、広島県・広島市のJMSアステールプラザホールにて、特別上映会イベントが行われ、監督の横山雄二とともに映画に出演した熊切あさ美、佐々木心音、小原春香、矢沢ようこらが登壇。また、本作に音楽の楽曲提供を行ったミュージシャンの藤江潤士、YASS、ryo-suke、Mebiusらも登場し、映画で使われた音楽を生のステージで披露。
- 2022年9月21日、なら国際映画祭2022にて、特別招待作品として上映。
- 2023年2月、ロンドン国際映画祭（イギリス）「佳作」選出。
- 2023年2月、ニース国際映画祭（フランス）最優秀長編外国語映画賞•脚本賞•編集賞、三部門ノミネート。